# Clemens Sommerfeld
Clemens Sommerfeld (* 1986/1987) ist ein ehemaliger deutscher Footballspieler.

## Leben
Der als Cornerback und Wide Receiver eingesetzte, 1,78 Meter messende Sommerfeld schloss sich im Vorfeld der 2009er Saison von den Hamburg Eagles kommend den Kiel Baltic Hurricanes an. Mit der Mannschaft aus der Landeshauptstadt Schleswig-Holsteins wurde er 2009 deutscher Vizemeister, ehe es 2010 mit dem Gewinn des deutschen Meistertitels klappte. Zu seinen Mannschaftskameraden zählte in Kiel wie zuvor in Hamburg sein Bruder Simon.
2011 spielte der für seine Sprintschnelligkeit bekannte Clemens Sommerfeld zunächst bei den Hamburg Blue Devils in der zweiten Liga, im Juli 2011 ging er zu den Kielern zurück. Er zählte zum Aufgebot der deutschen Nationalmannschaft, die bei der Weltmeisterschaft 2011 den fünften Platz erreichte. Sommerfeld studierte Betriebswirtschaftslehre mit dem Schwerpunkt Logistik.
Zur Saison 2012 wechselte er zu den Hamburg Huskies in die zweite Liga, bei denen er erneut an der Seite seines Bruders spielte.